# Яшке, Владимир Евгеньевич
Владимир Евгеньевич Яшке (2 марта 1948 — 7 апреля 2018) — российский художник (живописец и график) и поэт. Входил в группу «Митьки» в период её расцвета.

## Биография
2 марта 1948 года родился во Владивостоке в семье потомственного морского офицера. В 1955 году пошёл в школу в Петропавловске-Камчатском, в это время начал рисовать. В 1957 году переехал с родителями в Севастополь. С 1961 по 1965 год учился в Севастопольской детской художественной школе под руководством Евгения Андреевича Кольченко.
В 1966 году окончил Школу рабочей молодежи в Севастополе и поступил на заочное отделение Московского полиграфического института, факультет художественного оформления печатной продукции, где занимался до июня 1972 года (не окончил). В институте его любимым педагогом был Андрей Дмитриевич Гончаров.
С 1966 работал по найму в Севастополе, Одессе, Бахчисарае, Ялте, Херсоне, Архангельской области, Москве, Ленинграде, последовательно сменяя профессии грузчика, геодезиста, разнорабочего, художника-оформителя, маляра, матроса, бурильщика, кочегара, инструктора горного туризма, натурщика, спасателя, слесаря, методиста, сторожа.
В 1975—1985 годах работал с книжными издательствами («Мастацкая литература», Минск; «Советский писатель», Москва).
В 1976 году переехал в Ленинград, где с тех пор жил постоянно. В период 1979—2001 проживал вместе с семьей в коммунальной квартире на Лиговском пр., 201.
В 1977 году вступил в молодёжную секцию ЛОСХ СССР (графика).
В 1978 году начал участвовать в выставках.
С 1985 года член группы «Митьки» и участник большинства её выставок; член Товарищества экспериментального изобразительного искусства (ТЭИИ).
В 1989—1997 годы имел мастерскую в сквоте на Пушкинской, 10.
В 1997—2014 годы его мастерская располагалась на последнем этаже дворового флигеля по наб. Мойки, 104.
С 2005 года член секции графики Санкт-Петербургского СХ.
В 2008 году в серии «Авангард на Неве» был издан альбом «Владимир Яшке», в 2013—2014 году в Мраморном дворце Государственного Русского Музея прошла его персональная выставка.

## Творчество
Владимир Яшке много работал в техниках масляной живописи, пастели, акварели, рисунка и печатной графики. Его излюбленные материалы в рисунке — тушь и шариковая ручка, в печатной графике — линогравюра и сухая игла. Мастерством рисования Яшке овладел ещё в Севастопольской детской художественной школе, и после учёбы в Московском полиграфическом институте его рисовальная манера почти не претерпевала изменений.
Живописная манера, характерная для зрелого Яшке и делающая его произведения узнаваемыми, сложилась во второй половине 1980-х годов. Для этой манеры характерно пастозное письмо крупными мазками, широкий диапазон контрастов светлых и тёмных тонов, яркая цветовая палитра.

Стиль Яшке выраженно живописный, основным элементом является пятно. Поверхность осязаемая, как бы чешуйчатая; быстрый вибрирующий мазок легко превращается в лепесток цветка или в перо попугая. Живопись терпкая, густая, вязкая, солнечная, сияющая. Одновременно как бы тяжелая и мягкая. Цвет теплый, с преобладанием жёлтого и розового. Картины часто перенасыщены, однако избыток деталей создает не перегруженность, а ощущение жизненного изобилия, щедрости, бурного цветения. Яшке присуща редкая способность выражать состояние радости, счастья, не приторных, базирующихся на скрытом драматизме.
— Любовь Гуревич, 2007
В 1980-е годы в творчестве Яшке выкристаллизовался женский образ, получивший имя Зинаида Морковкина — рыжеволосая, иногда крашенная под брюнетку разбитная девица, ставшая героиней многих живописных и графических произведений художника, а также его стихов.

## Персональные выставки
- 2023 — «Владимир Яшке. Небо, шляпка, девушка», музей искусства Санкт-Петербурга XX–XXI веков (МИСП), Санкт-Петербург
- 2023 — «Владимир Яшке. Живопись» и «Владимир Яшке. Графика», музей «Царскосельская коллекция», Пушкин
- 2017 — «Владимир Яшке. Цветная графика» и «Графика», галерея «Борей», Санкт-Петербург
- 2017 — кинотеатр «Победа» в рамках российского кинофестиваля «Литература и кино», Гатчина
- 2016 — выставочный зал творческого объединения «Митьки» (в связи с презентацией книги «Стихи разных лет»), Санкт-Петербург
- 2015 — «Владимир Яшке», галерея Матисс-клуб, Санкт-Петербург
- 2015 — «Владимир Яшке. Светило», галерея «Здесь», Москва
- 2014 — Выставка печатной графики Владимира Яшке, Библиотека книжной графики, Санкт-Петербург
- 2013—2014 — «Владимир Яшке. Персональный рай», ГРМ, Санкт-Петербург
- 2013 — «Владимир Яшке. Севастополь», галерея Матисс-клуб, Санкт-Петербург
- 2013 — Библиотека Санкт-Петербургского союза художников, Санкт-Петербург
- 2012 — «Как-то раз красотка Зинаида», Городской выставочный центр, Великий Новгород
- 2010 — «Владимир Яшке. Работы на бумаге», галерея «Борей», Санкт-Петербург
- 2009 — выставочный зал IFA (в связи с презентацией альбома «Владимир Яшке» из серии «Авангард на Неве»), Санкт-Петербург
- 2008 — выставочный зал творческого объединения «Митьки» (в связи с презентацией книги «О, Зинаида!»), Санкт-Петербург
- 2006 — «Вышел на Невский…», Гостиная искусств ресторана «Палкин», Санкт-Петербург
- 2005 — галерея 103, Санкт-Петербург
- 2005 — «День рождения с друзьями почти по-японски», галерея «Борей», Санкт-Петербург
- 2000 — «День рождения с друзьями», галерея 103, Санкт-Петербург
- 1999 — «Рисование», галерея «Борей», Санкт-Петербург
- 1998 — выставка, посвященная 50-летию В. Е. Яшке. Творческий центр «Митьки-ВХУТЕМАС», Санкт-Петербург
- 1996 — галерея «Экспо-88», Москва
- 1996 — «От а до ять», Санкт-Петербург
- 1996 — галерея «Ева», Санкт-Петербург
- 1994 — галерея «Аудиториум», Берлин
- 1994 — «Дорогая моя Зинаида», галерея 103, Санкт-Петербург
- 1993 — галерея-кафе «Старая деревня», Санкт-Петербург
- 1993 — «Живопись, графика», галерея 103, Санкт-Петербург
- 1992 — галерея-кафе «Старая деревня», Санкт-Петербург
- 1992 — «Зинаида Морковкина и другие», галерея 103, Санкт-Петербург
- 1991 — галерея-кафе «Старая деревня», Санкт-Петербург
- 1986 — Дом культуры, Левашово, Ленинградская область

## Работы в собраниях
- Государственный Русский музей, Санкт-Петербург.
- Музей современного искусства Эрарта, Санкт-Петербург
- Музей нонконформистского искусства, Санкт-Петербург.
- Музей искусства Санкт-Петербурга XX-XXI веков (МИСП), Санкт-Петербург
- Музей «Царскосельская коллекция», Пушкин

## Галерея

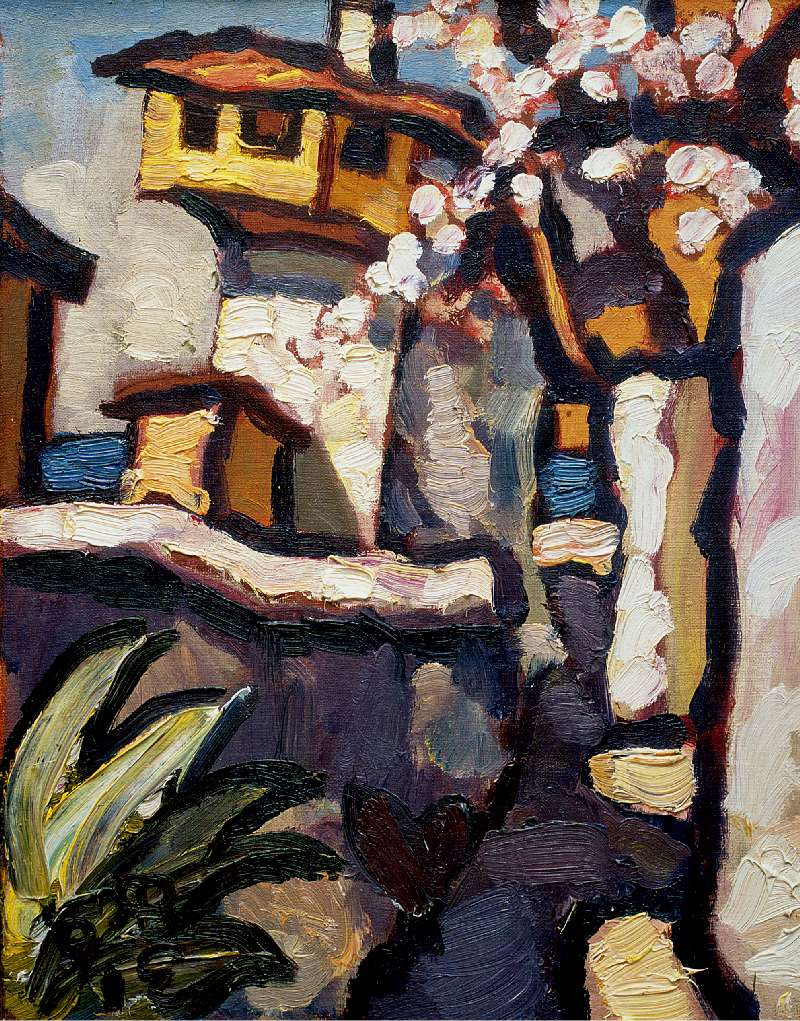
Весна в Крыму (1990)
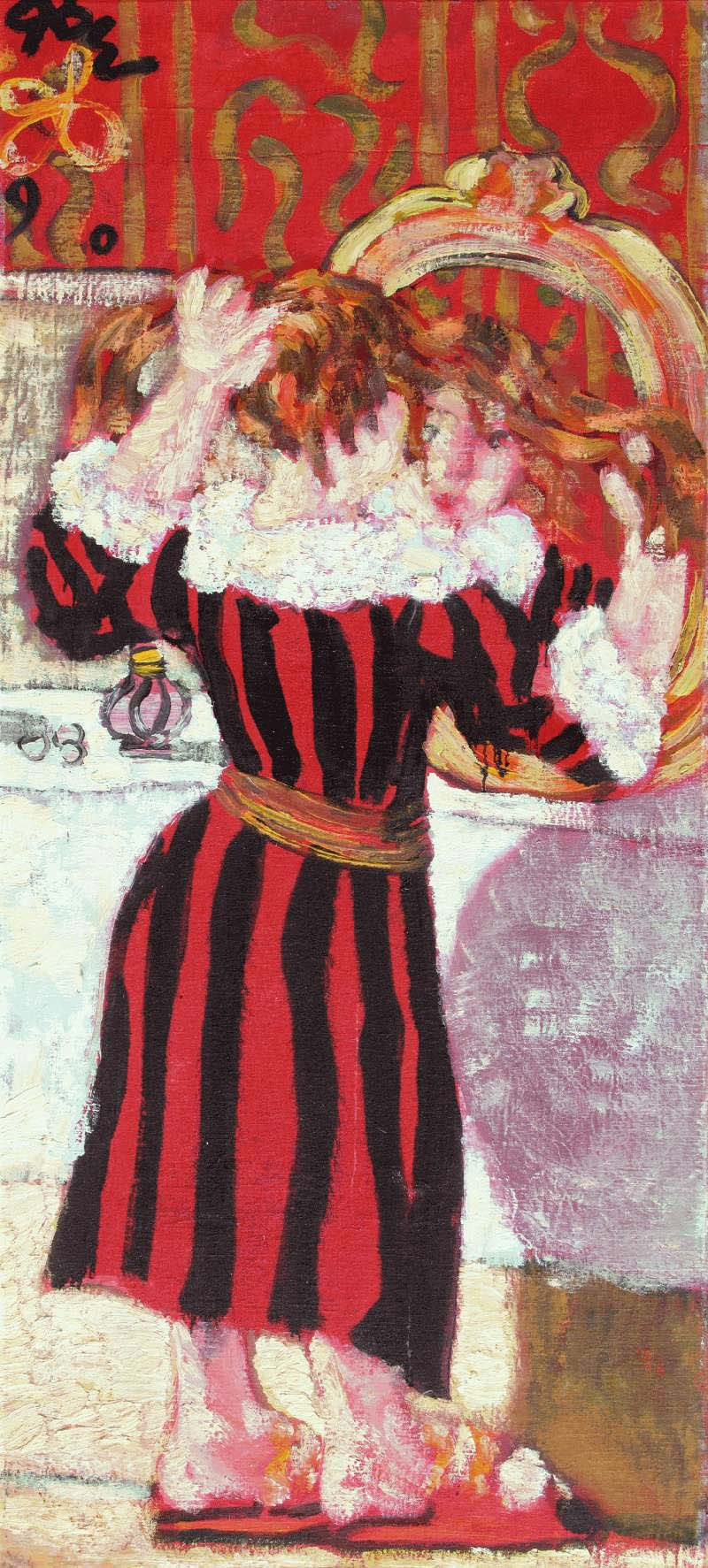
Зина у зеркала (1990)
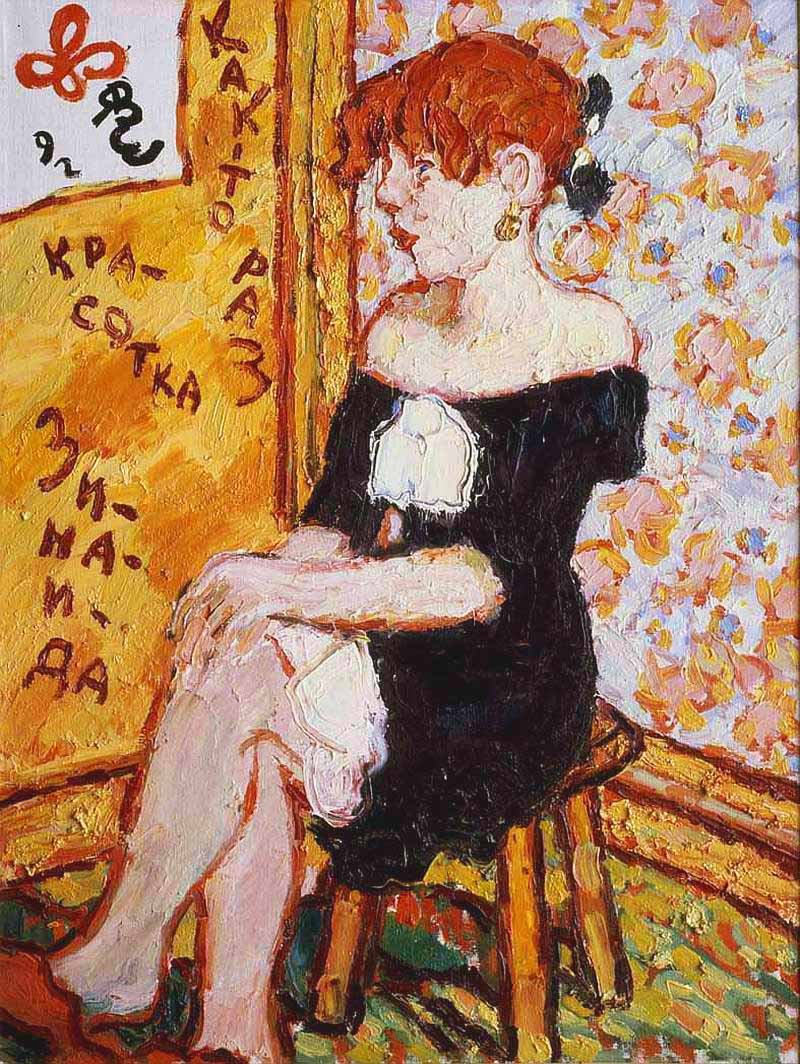
Как-то раз красотка Зинаида (1992)
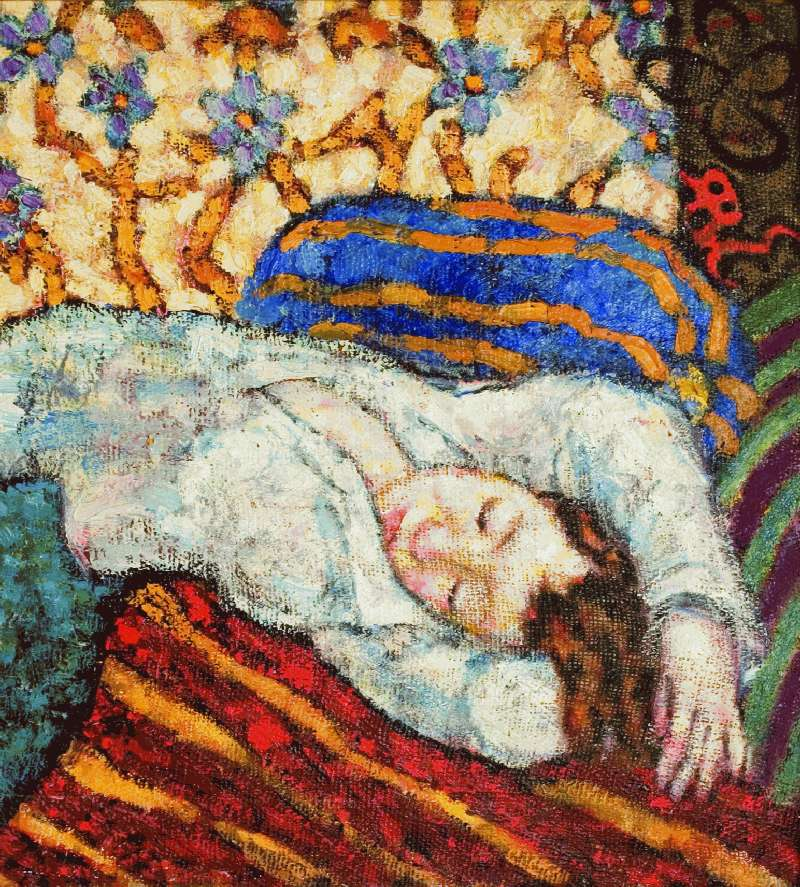
Лежащая с запрокинутыми руками (начало 1990-х)
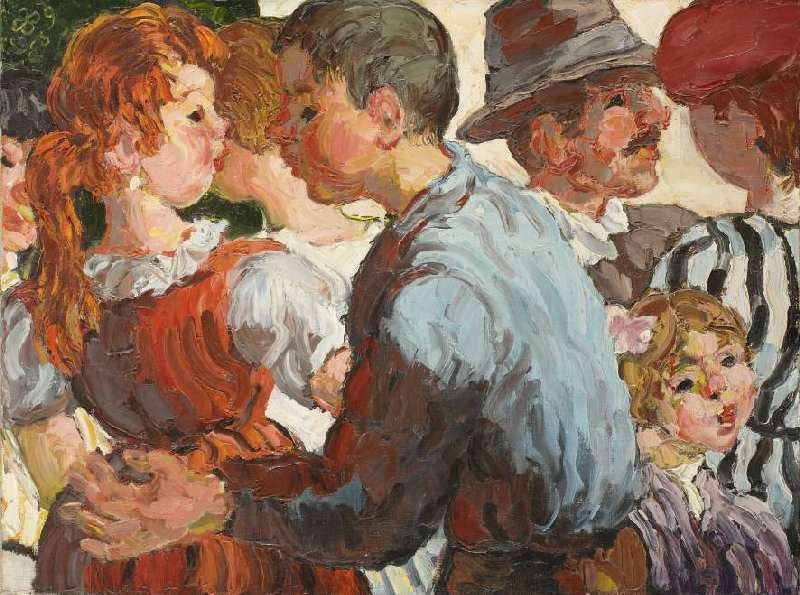
Сценка (Ухаживание) (1995)
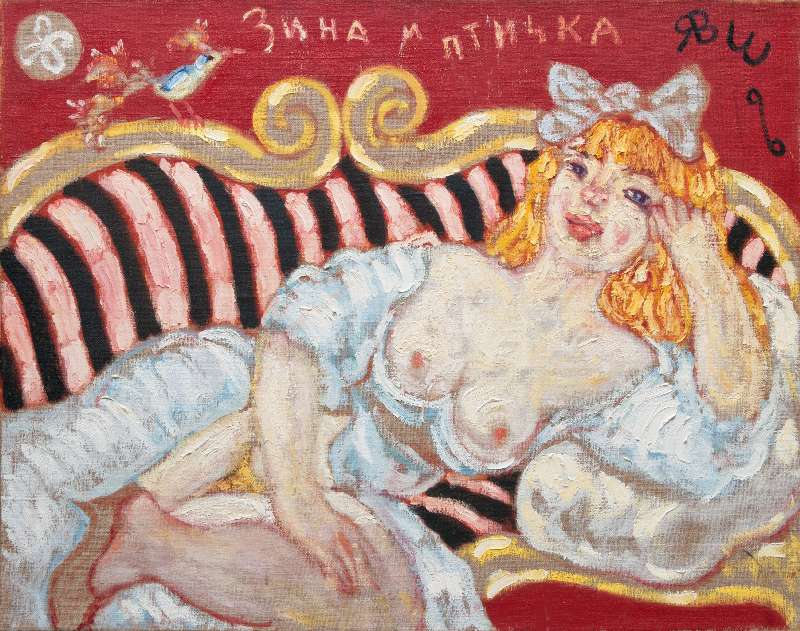
Зина и птичка (1996)
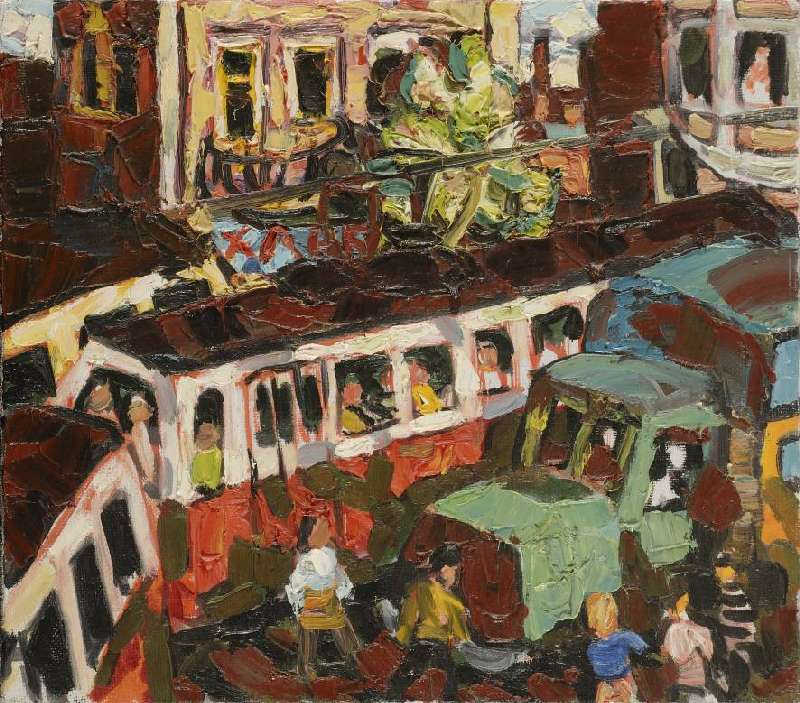
Красный трамвай (1996)
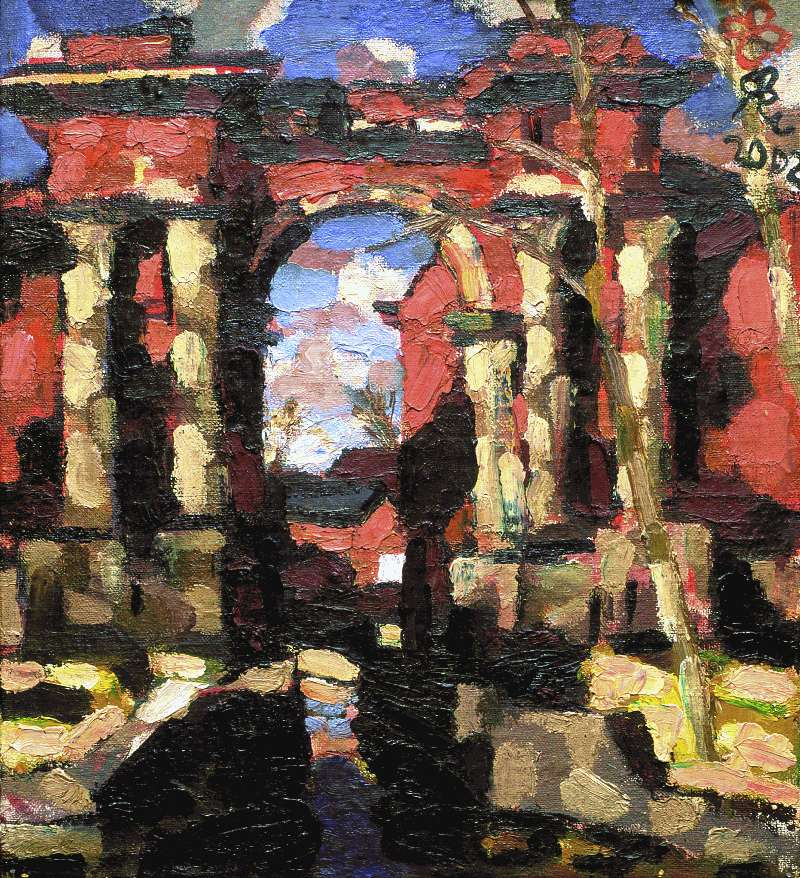
Новая Голландия (2002)
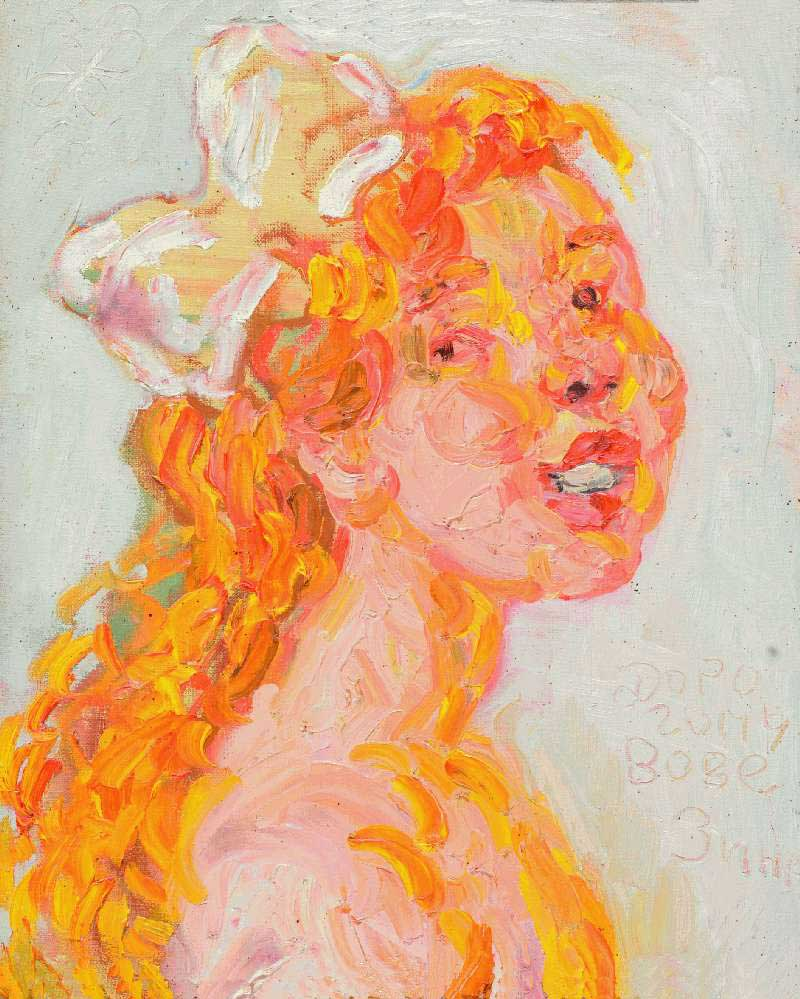
Морковкина. Вове от Зины (1996)